# 光辉镇
光辉镇，是中华人民共和国四川省绵阳市三台县曾经下辖的一个镇。2019年12月，撤销光辉镇，将其所属行政区域划归老马镇管辖。

## 行政区划
光辉镇撤销前下辖以下地区：
社区、茯苓村、柳林子村、严坪村、黎阁村、华泉村、望江村、金家湾村、新河村和大治桥村。